# (11002) Richardlis
(11002) Richardlis est un astéroïde de la ceinture principale.

## Description
(11002) Richardlis est un astéroïde de la ceinture principale. Il fut découvert le 24 juin 1979 à Siding Spring par Eleanor Francis Helin et Schelte J. Bus. Il présente une orbite caractérisée par un demi-grand axe de 3,02 UA, une excentricité de 0,06 et une inclinaison de 11,6° par rapport à l'écliptique.

## Compléments